# آبي لينكولن
آبي لينكولن (بالإنجليزية: Abbey Lincoln)‏ هي عازفة الجاز ومغنية وكاتبة غنائية وممثلة أمريكية، ولدت في 6 أغسطس 1930 بشيكاغو في الولايات المتحدة، وتوفيت في 14 أغسطس 2010 بنيويورك في الولايات المتحدة بسبب مرض. من الجوائز التي نالتها عضوية قاعة مشاهير صناع السينما السود ‏ سنة 1975.

## جوائز
- عضوية قاعة مشاهير صناع السينما السود [الإنجليزية]‏ (1975)

## وصلات خارجية
- آبي لينكولن على موقع IMDb (الإنجليزية)
- آبي لينكولن على موقع روتن توميتوز (الإنجليزية)
- آبي لينكولن على موقع ألو سيني (الفرنسية)
- آبي لينكولن على موقع ميوزك برينز (الإنجليزية)
- آبي لينكولن على موقع أول موفي (الإنجليزية)
- آبي لينكولن على موقع قاعدة بيانات الأفلام السويدية (السويدية)
- آبي لينكولن على موقع أول ميوزيك (الإنجليزية)
- آبي لينكولن على موقع ديسكوغز (الإنجليزية)
- آبي لينكولن على موقع قاعدة بيانات الفيلم (الإنجليزية)
- آبي لينكولن على موقع كينوبويسك (الروسية)